# ویسکه
ویسکه (به ایتالیایی: Vische) یک کومونه در ایتالیا است که در استان تورین واقع شده‌است. ویسکه ۱۶٫۹ کیلومتر مربع مساحت و ۱٬۳۵۶ نفر جمعیت دارد و ۲۳۵ متر بالاتر از سطح دریا واقع شده‌است.